# 6337 Shiota
A 6337 Shiota (ideiglenes jelöléssel 1992 UC4) a Naprendszer kisbolygóövében található aszteroida. Endate, K. és Vatanabe Kazuró fedezte fel 1992. október 26-án.